# Hypomolis viridella
Hypomolis viridella là một loài bướm đêm thuộc phân họ Arctiinae, họ Erebidae.